# Playa de El Reguero
Las playa de El Reguero, también conocida como playa del Cordial, se encuentra en el concejo asturiano de Castrillón, España,
y pertenece a la localidad de Bayas.

## Descripción
Se trata de una playa aislada, en un entorno rural y con escasa afluencia de público.
El lecho está formado por cantos rodados y arena de grano grueso y oscura, con afloramientos de rocas. Los grados de ocupación y urbanización son bajos.

## Servicios
No tiene ningún servicio.
Las actividades recomendadas son la pesca submarina y la recreativa a caña. Se puede llevar la mascota. Es muy recomendable recorrer la senda costera en ambos sentidos ya que cada uno de ellos ofrece panorámicas muy diferentes y atractivas.

## Accesos
Se accede a pie o bien por el Este, desde la playa de Munielles solo en bajamar, o bien por el Oeste, desde la Senda Norte. Hay riesgo de quedar aislado en pleamar.
Para acceder a esta playa hay que localizar los pueblos más grandes de sus proximidades. En este caso son: «Cueto» y «Bayas». La playa está ubicada al este del cabo Vidrias y por la «punta del Socorro». Si se parte de Bayas en dirección al cementerio se cruza con una carretera a unos 100 m que va hacia la derecha y que está señalizada como «carretera cortada». Tomando precisamente esta carretera se puede bajar en coche unos dos km y se llega a un pequeño aparcamiento y al paso de la «senda costera». Detrás del aparcamiento y aprovechando el cauce del arroyo de El Regueru se llega a la playa fácilmente.

## Galería

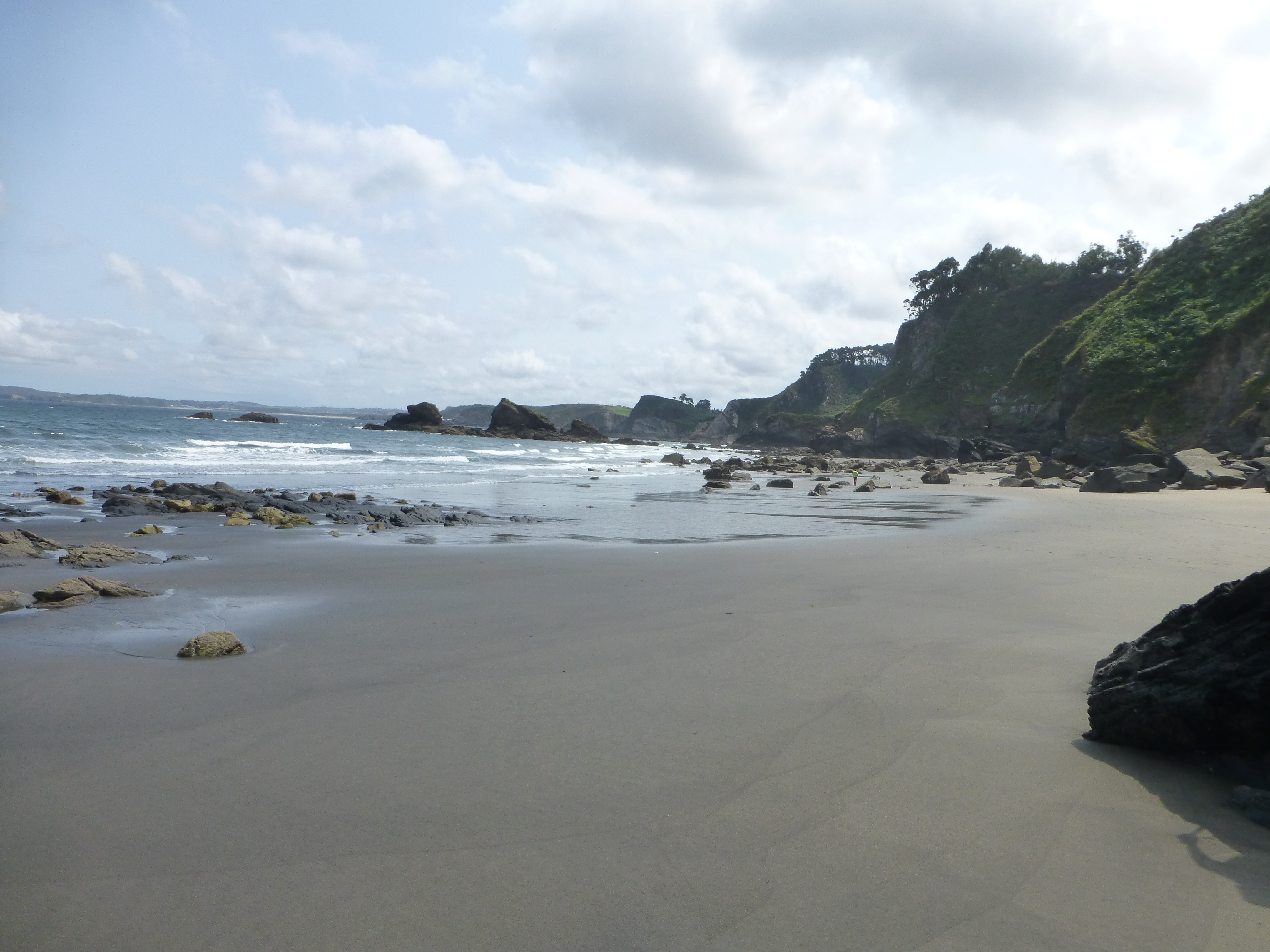
La playa con marea baja.
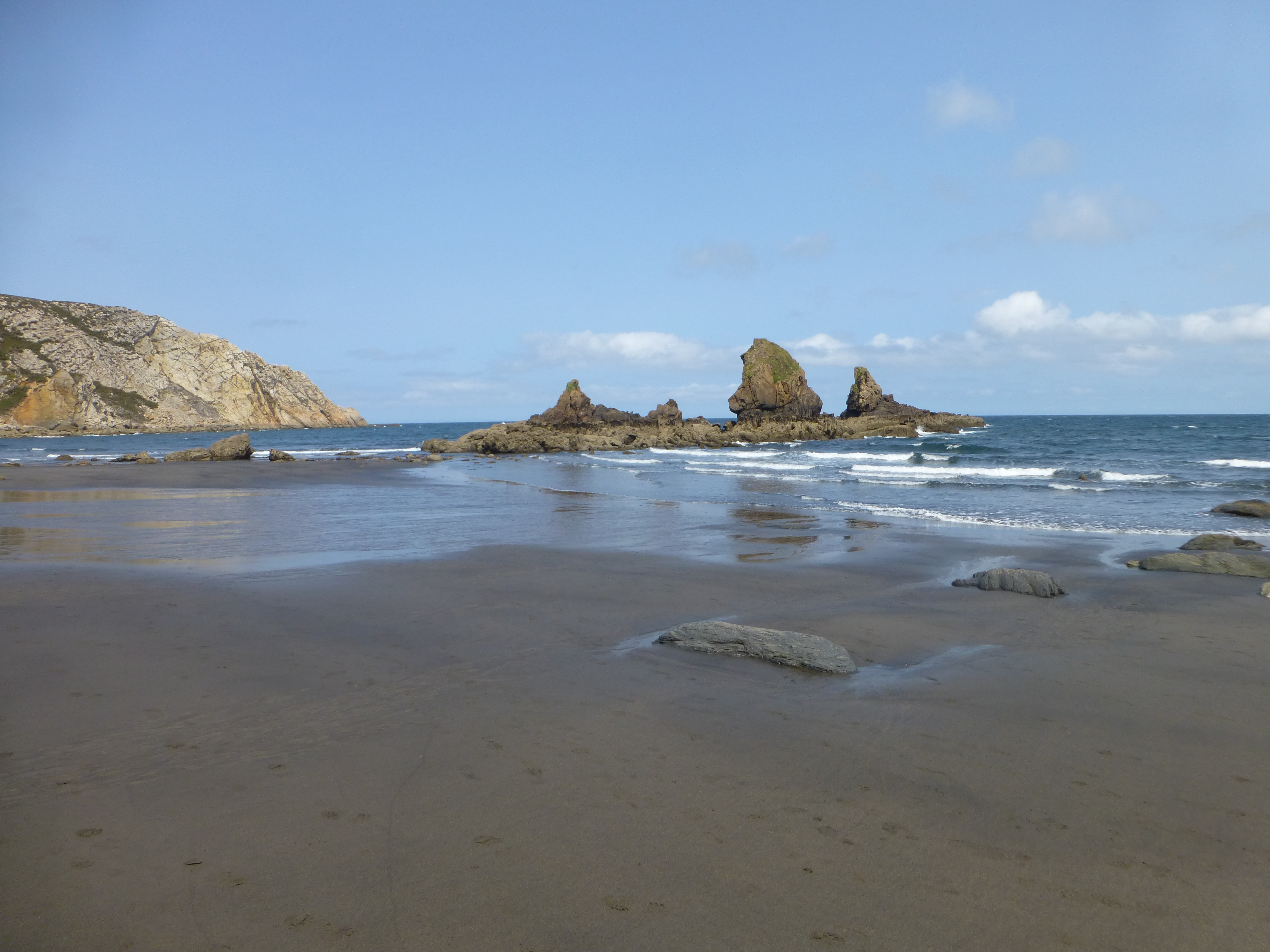
Formaciones rocosas
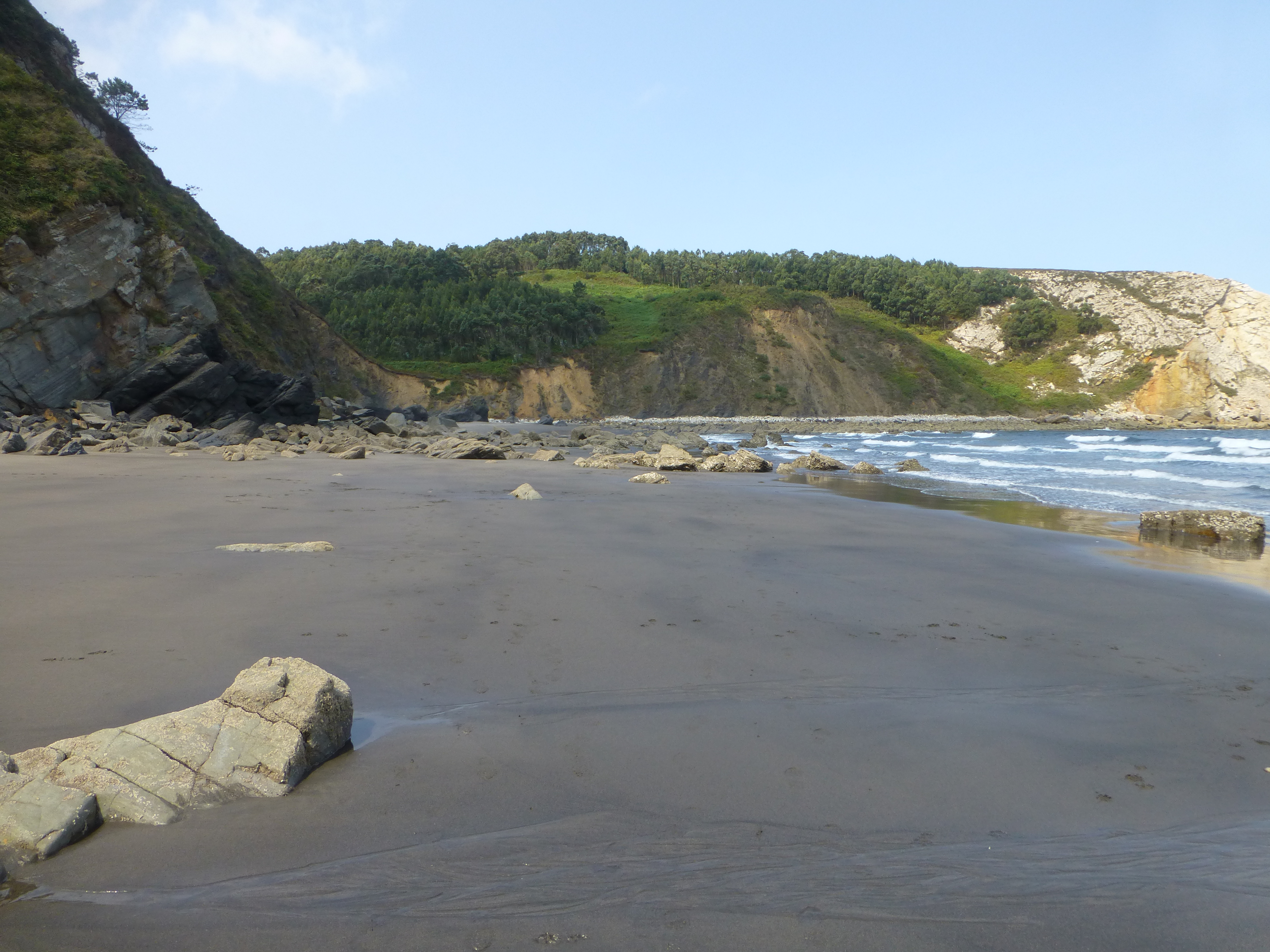
Vista desde el Este.